# Villameján
Villameján (oficialmente en asturiano: Villamexán) es una aldea española de la parroquia de Inclán, perteneciente al municipio de Pravia, en la comunidad autónoma de Asturias.

## Historia
Hacia mediados del siglo XIX, el lugar, ya por entonces perteneciente a la parroquia de Inclán del municipio de Pravia, tenía contabilizada una población de 12 habitantes. Aparece descrito en el decimosexto y último volumen del Diccionario geográfico-estadístico-histórico de España y sus posesiones de Ultramar de Pascual Madoz con las siguientes palabras:

VILLAMEJAN: l. y térm. de las Outedas, en la prov. de Oviedo, ayunt. de Pravia y felig. de San Estéban de Inclan: sit. en una elevada altura á la vertiente meridional que va desde San Antonio á Villavaler por la parte de arriba de Selgas, hasta que da vista por el referido sitio de San Antonio en forma de un semicírculo, su terreno es aunque tenaz regularmente fértil. prod.: escanda, habas, patatas, maiz, castañas y demas frutos. pobl.: 29 vec., 120 almas.
(Madoz, 1850, p. 188)

En 2023, la entidad singular de población de Villameján tenía empadronados 24 habitantes, todos ellos diseminados.